# Team Fakta/2000
Deze pagina toont de renners en de resultaten van de Deense wielerploeg Team Fakta in het jaar 2000, het tweede jaar van het bestaan van de wielerformatie.

## Algemeen
| Sponsor - Fakta, een Deense supermarktketen Algemeen manager - Peter Sejer Nielsen | Ploegleider - Kim Andersen Assistenten - Bill Sejer Nielsen - Claus Holm | Fietsmerk - Principia |

## Renners
| Naam                  | Geboortedatum | Nationaliteit | Ploeg 1999                     | # 01.01.2000 (Stand FICP/UCI Wereldranglijst) | # 01.10.2000 (Stand FICP/UCI Wereldranglijst) |
| --------------------- | ------------- | ------------- | ------------------------------ | --------------------------------------------- | --------------------------------------------- |
| Allan-Bo Andresen     | 19.02.1973    | Denemarken    | Team Fakta                     | —                                             | 1313                                          |
| Jimmy Hansen          | 08.02.1974    | Denemarken    | Saturn Cycling Team            | 1470                                          | 1773                                          |
| Claus Michael Holm    | 27.06.1970    | Denemarken    | Team Fakta                     | 1413                                          | 1151                                          |
| Danny Jonasson        | 01.10.1974    | Denemarken    | Acceptcard Pro Cycling         | 326                                           | 301                                           |
| Lennie Kristensen     | 16.05.1968    | Denemarken    | Team Fakta                     | 898                                           | 258                                           |
| Martin Kryger         | 05.07.1968    | Denemarken    | Acceptcard Pro Cycling         | 789                                           | 1366                                          |
| Marcus Ljungqvist     | 26.10.1974    | Zweden        | Cantina Tollo-Alexia Alluminio | 572                                           | 423                                           |
| Peter Meinert-Nielsen | 24.05.1966    | Denemarken    | US Postal Service              | 776                                           | 708                                           |
| Jacob Gram Nielsen    | 15.06.1976    | Denemarken    | Team Fakta                     | 1286                                          | 1567                                          |
| Morten Sonne          | 13.11.1970    | Denemarken    | Acceptcard Pro Cycling         | 366                                           | 669                                           |
| Nicki Sørensen        | 14.05.1975    | Denemarken    | Team Chicky World              | 357                                           | 185                                           |

## Overwinningen
| - Fyn Rundt Morten Sonne - Ronde van Saksen 2e etappe: Morten Sonne | - Lemvig-Holstebro-Lemvig Nicki Sørensen - Rund um die Hainleite Nicki Sørensen | - Circuit des Mines 1e etappe: Nicki Sørensen Eindklassement: Nicki Sørensen - Ronde van Normandië 4e etappe: Lennie Kristensen |

1999 · 
2000 · 
2001 · 
2002 · 
2003